# Kowale (województwo mazowieckie)
Kowale – wieś sołecka w Polsce położona w województwie mazowieckim, w powiecie płońskim, w gminie Baboszewo.
Zachodnią część Kowali stanowi dawniej odrębna wieś Maława.
W latach 1975–1998 miejscowość administracyjnie należała do województwa ciechanowskiego.